# ژیرون، ان
ژیرون، ان (به فرانسوی: Giron) یک کمون در فرانسه است که در Canton of Bellegarde-sur-Valserine واقع شده‌است.

## خصوصیات
ژیرون ۹٫۳۹ کیلومترمربع مساحت و ۱۴۷ نفر جمعیت دارد و ۱٬۰۰۰ متر بالاتر از سطح دریا واقع شده‌است.